# 山野井仁
山野井 仁（日语：やまのい じん，1962年11月16日—），本名山野井 仁，日本男性配音員（聲優）。目前隸屬於懸樋Production。妻子是同為聲優的半場友惠。

## 出演作品
※粗體為主要角色。

### 電視動畫
1993年
- 秀逗泰山（研究員、職業摔角手）
- 灌籃高手（SLAM DUNK）（御子柴）
- 哆啦A夢(大山羨代版)（男性）

1994年
- 勇者警察（播音員、技師）

1995年
- 愛天使傳說（沃爾芬）
- 黃金勇者（鯊魚船長）
- 可愛巧虎島（大鷲）
- 十二生肖爆烈戰士（多拉）
- 新世紀福音戰士（軍人、O.T.R副艦長、etc.）
- 不思議遊戲（婁宿）
- 羅密歐的藍天（藍伯特）

1996年
- （招待客、見物客、男）
- 勇者指令（澤邑森）

1997年
1998年
- 金田一少年之事件簿（大門優作）
- 玲音（serial experiments lain）（的中年男人）
- 星方武俠 Outlaw Star（日语：星方武侠アウトロースター）
- 女惡魔人（客人、製作人）
- LEGEND OF BASARA（榊）
- （恐怖分子A）

1999年
- 全職獵人〔1999年 - 第1作〕（仙派）
- 名偵探柯南（間宮貴人）

2000年
2001年
（BG男）
- 厄夜怪客（HELLSING）（傑克）
- 名偵探柯南（刑事C、監察医、木崎勇二）
- 聖石小子（利撒）

2002年
2003年
- 惑星奇航（醫者、先生）
- 名偵探柯南（片岡茂）

2004年
2005年
- 槍與劍（丹尼希）
- 高機動交響曲GPO（大迫太平）
- 極速攝殺（SPEED GRAPHER）（椎名）

2006年
- Code Geass 反叛的魯路修（奧德修斯·V·不列顛）
- 009-1
- 太陽的默示錄（日语：太陽の黙示録）（葉）
- MUSASHI -GUN道-
- RAY THE ANIMATION（﹝齊藤晃一﹞）

2007年
- 結界師（間時守）
- 鬼太郎〔第5作〕（正岡）
- DARKER THAN BLACK -黑之契約者-（盧柯 / 路克 / 魯可（Rǔko））

2008年
- 銀魂〔第97話〕（庫利坎[4]）
- 叛逆的魯魯修 R2（奧德修斯·V·不列顛）
- 名偵探柯南（甲斐玄人）

2009年
- Stitch!（源太）

2010年
- 〔日本動畫版〕（櫻井長門）
- 名偵探柯南（小和田道武）
- 棒球大聯盟 第六季（麥克·馬德克）

2011年
- GOSICK（席紐勒）

2012年
- LUPIN the Third -峰不二子という女-（支配人）

2013年
- JoJo的奇妙冒險（瑪利歐・齊貝林）
- 閃亂神樂（斑鳩的父親）
- 魯邦三世 princess of the breeze

2014年
- 蠟筆小新（家中訪客）
- 鄰座的關同學〔鄰座同學是怪咖〕（美術老師）
- 棺姬嘉依卡 AVENGING BATTLE（史蒂芬·巴爾塔札·哈爾特根）
- 名偵探柯南（植木）

2015年
- AQUARION LOGOS
- 魯邦三世〔2015年TV系列〕（羅布森·祖柯利）

2016年
- 魯邦三世 意大利遊戲（羅布森·祖柯利[6]）

2017年
- 最遊記RELOAD_BLAST（獨角兒[7]）
- 犬屋敷（黑道）

2018年
- BASILISK～櫻花忍法帖～（織田信長）
- OVERLORD II（查因度路克斯·白錫昂）
- 3月的狮子 第2期（幸田柾近）

2020年
- 魔法科高中的劣等生 來訪者篇（班哲明·卡諾普斯）
- 小松先生（BOSS）

2021年
- 聖女魔力無所不能（齊格菲·斯蘭塔尼亞）
- 平穩世代的韋駄天們（比亞洛夫）
- 進化果實～不知不覺踏上勝利的人生～（死煙／死煙〈青年〉）

2022年
- 最游记RELOAD -ZEROIN-（独角儿）
- OVERLORD 第四季（白金龍王──查因度路克斯·白錫昂）

2024年
- 我要【招架】一切～反誤解的世界最強想成為冒險家～（クレイス王[8]）

### OVA
1994年
- 銀河英雄傳說（豪夫）
- 湘南純愛組！（手下）

2003年
- 獵人OVA版 貪婪之島篇（仙派）

2008年
- Baccano！（曼弗雷德．貝利亞姆）

2012年
- 棒球大聯盟 世界大賽篇 通往夢想的瞬間（麥克·馬德克）

### 劇場版動畫
- 我的妹妹小桃子（倉本昌之）
- 名偵探柯南：瞳孔中的暗殺者（芝陽一郎、晴月光太郎、熱帶遊樂場職員）
- 名偵探柯南：水平線上的陰謀（救難隊員）

2025年
- 凡爾賽玫瑰（達格大佐[9]）

### 遊戲
1996年
- 快打旋風ZERO2（羅倫托）

1997年
- 洛克人X4（卡尼爾）

1998年
- 快打旋風ZERO3（羅倫托）

2001年
- CAPCOM VS. SNK 2 MILLIONAIRE FIGHTING 2001（伊格爾、羅倫托）

2006年
- 快打旋風ZERO3↑↑（伊格爾、羅倫托）

2012年
- 快打旋風 X 鐵拳（羅倫托）

2014年
- 終極快打旋風4（羅倫托）

2021年
- 洛克人X DiVE（卡尼爾）
- 破曉傳奇（齊爾法）

2023年
- Fate/Grand Order（服部武雄、小野小町[註 1]）

## 外部連結
- http://www.kakehipro.com/talent.html （页面存档备份，存于） (事務所官方網頁)（日語）